# 몰리 너틀리
몰리 너틀리(Molly Nutley, 1995년 3월 16일 ~ )는 스웨덴의 배우이다. 영화감독 콜린 너틀리와 배우 헬레나 베리스트룀의 딸이다.